# آترئوس ۱۴۷۹۱
سیارک ۱۴۷۹۱ (به انگلیسی: 14791 Atreus، نامگذاری:1973SU) چهارده هزار و هفتصد و نود و یکمین سیارک کشف شده‌است که در ۱۹ سپتامبر ۱۹۷۳ کشف شد.
قدر مطلق سیارک برابر ۱۱٫۴۰ است.